# Distretto di Illinci
Il distretto di Illinci (in ucraino Іллінецький район?, Illinec'kyj raion) era un distretto dell'Ucraina situato nell'oblast' di Vinnycja; aveva per capoluogo Illinci e contava 38.490 abitanti (dato 2012). È stato soppresso con la riforma amministrativa del 2020.

## Geografia antropica
Il distretto era suddiviso in una città, un insediamento di tipo urbano e 22 comuni rurali. Tra parentesi è indicata la popolazione al censimento 2001.

### Città
- Illinci (12.135 abitanti)

### Insediamenti di tipo urbano
- Dašivśka (4.233 abitanti)